# Vijon
Vijon település Franciaországban, Indre megyében. Lakosainak száma 289 fő (2022. január 1.). Vijon Saint-Priest-la-Marche, Bussière-Saint-Georges, Nouzerines, Tercillat, Pérassay és Vigoulant községekkel határos.

## Népesség
A település népessége az elmúlt években az alábbi módon változott:
| Lakosok száma | 571  | 369  | 339  | 315  | 309  | 308  | 303  | 298  | 291  | 289  |
|               | 1968 | 1982 | 1990 | 2006 | 2013 | 2015 | 2017 | 2019 | 2020 | 2022 |